# Hausleiten
Hausleiten je městys v Rakousku ve spolkové zemi Dolní Rakousy v okrese Korneuburg.

## Geografie

### Geografická poloha
Hausleiten se nachází ve spolkové zemi Dolní Rakousy v regionu Weinviertel. Leží přibližně 16 km severozápadně od okresního města Korneuburg. Rozloha území městyse činí 61,14 km², z nichž 14,3 % je zalesněných.
Jižní část území městyse ležela v záplavové oblasti řeky Dunaj, nicméně po regulacích, zejména postavením vodní elektrárny Greifenstein, byla tato situace napravena.

### Části obce
Území městyse Hausleiten se skládá z devíti částí (v závorce uveden počet obyvatel k 1. 1. 2015):
- Gaisruck (193)
- Goldgeben (594)
- Hausleiten (1416)
- Perzendorf (174)
- Pettendorf (237)
- Schmida (211)
- Seitzersdorf-Wolfpassing (463)
- Zaina (141)
- Zissersdorf (236)

### Sousední obce
- na severu: Rußbach, Sierndorf
- na východu: Stockerau
- na jihu: Zeiselmauer-Wolfpassing, Tulln an der Donau
- na západu: Stetteldorf am Wagram

## Doprava
Jižní částí území městyse prochází Rychlostní silnice S5, dále pak od jihovýchodu na severozápad Zemská silnice B4 a také od jihu na sever Zemská silnice B19. Mimo to územím také prochází železniční trať. 

## Politika

### Obecní zastupitelstvo
Obecní zastupitelstvo se skládá z 23 členů. Od komunálních voleb v roce 2015 zastávají následující strany tyto mandáty:
- 14 ÖVP
- 5 Bürgerliste
- 3 SPÖ
- 1 FPÖ

### Starosta
Nynějším starostou městyse Hausleiten je Josef Anzböch ze strany ÖVP.

## Galerie

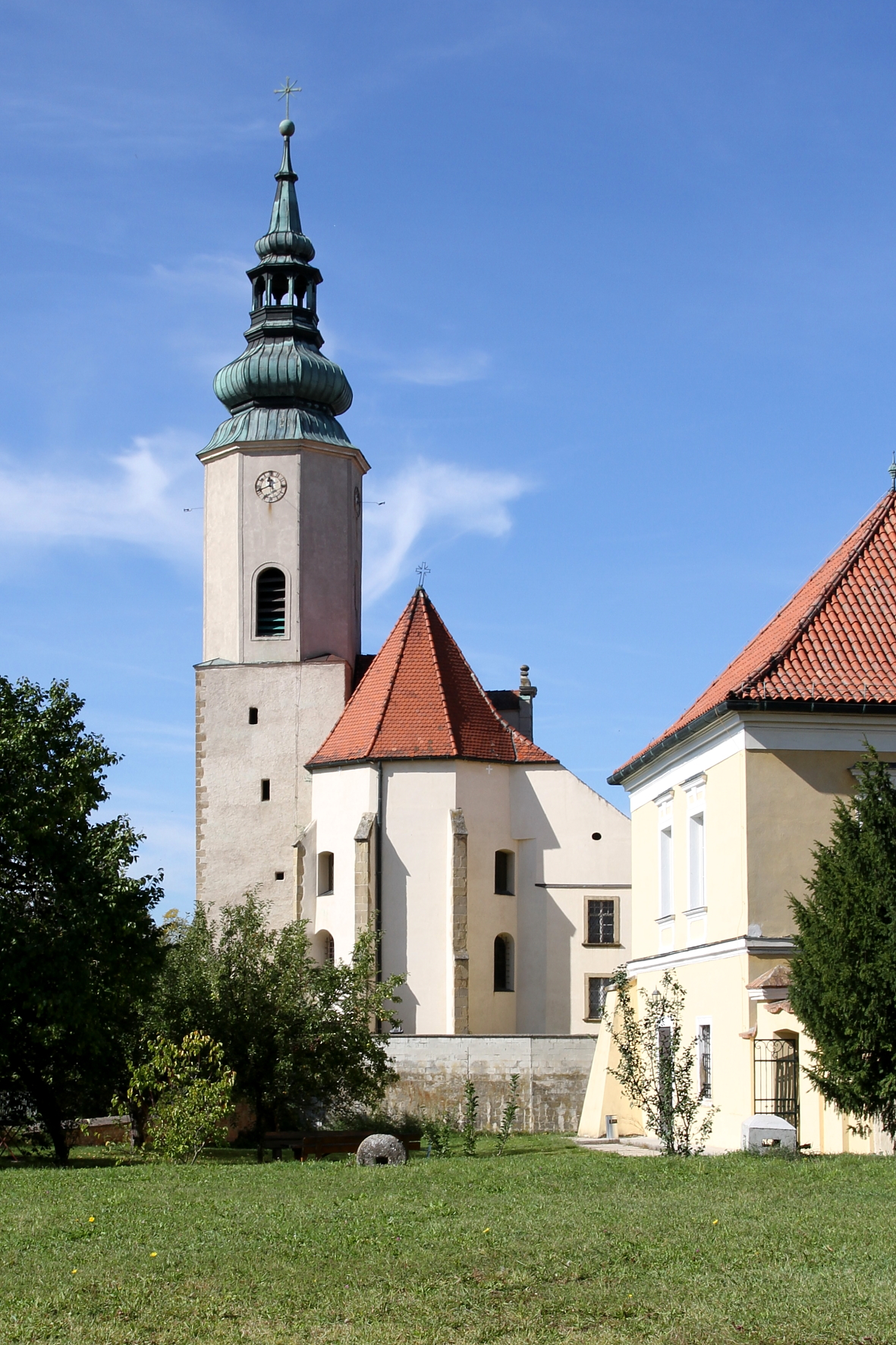
Farní kostel sv. Agáty v Hausleiten
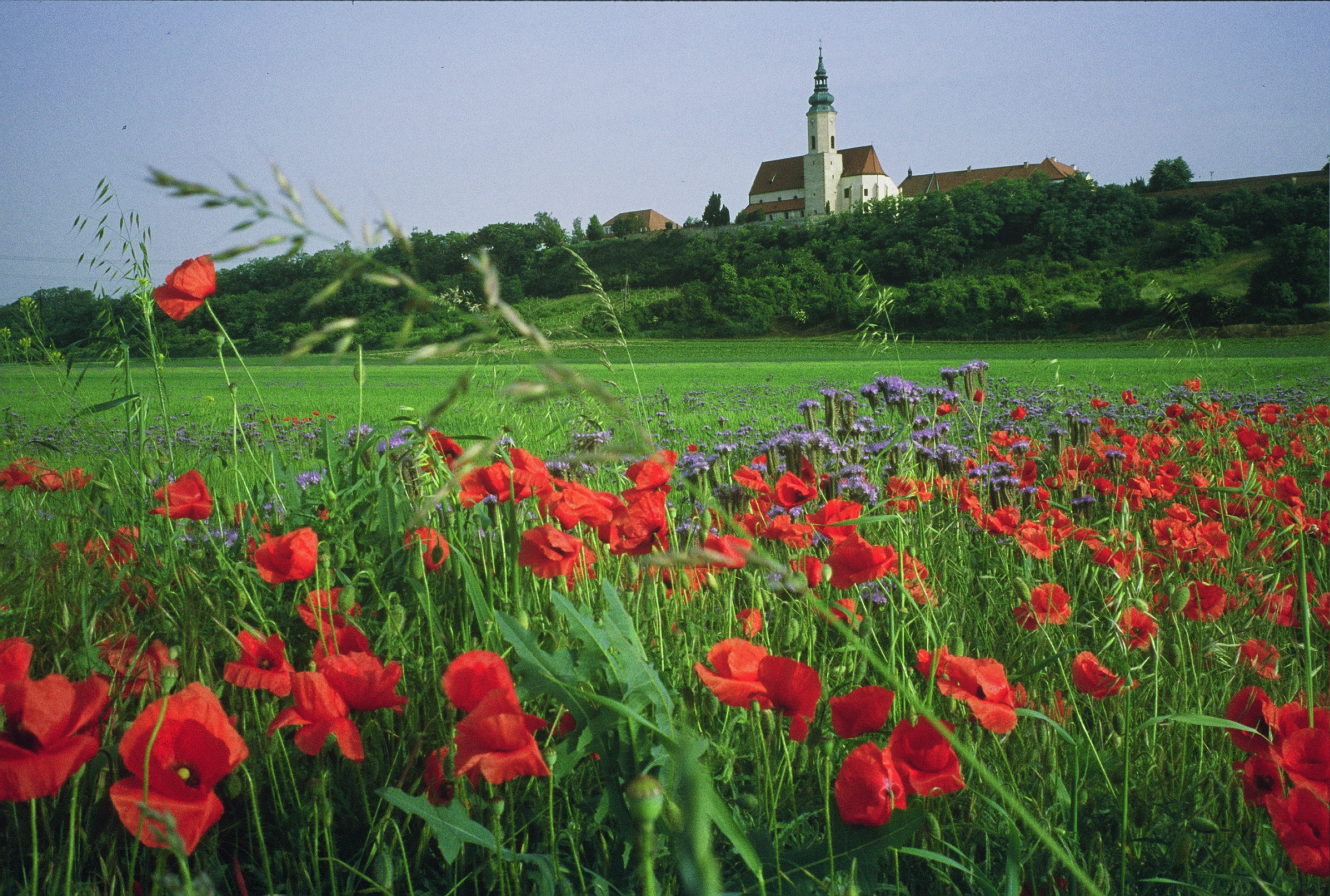
Pole u Hausleiten
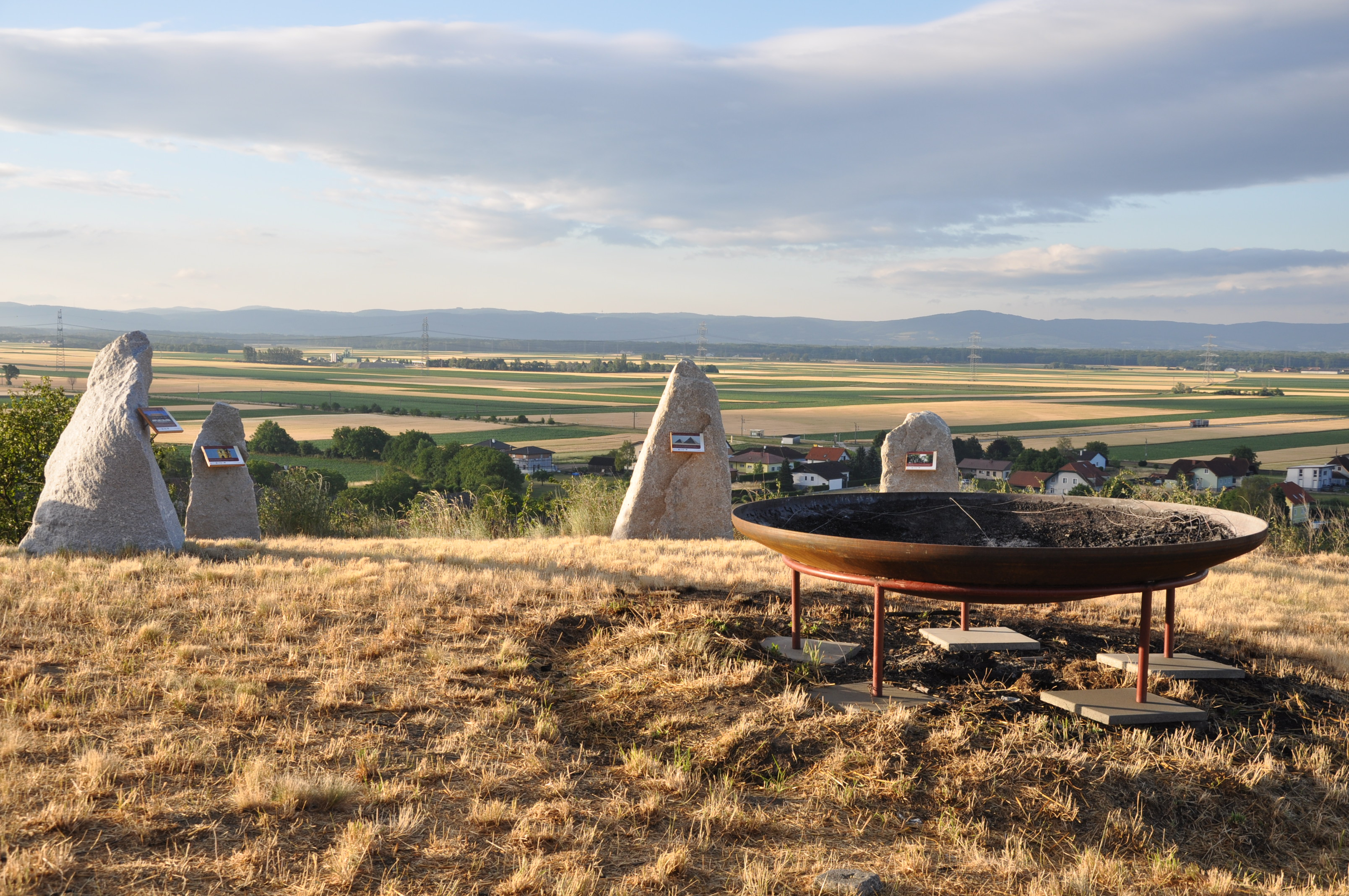
Mohyla u Pettendorfu
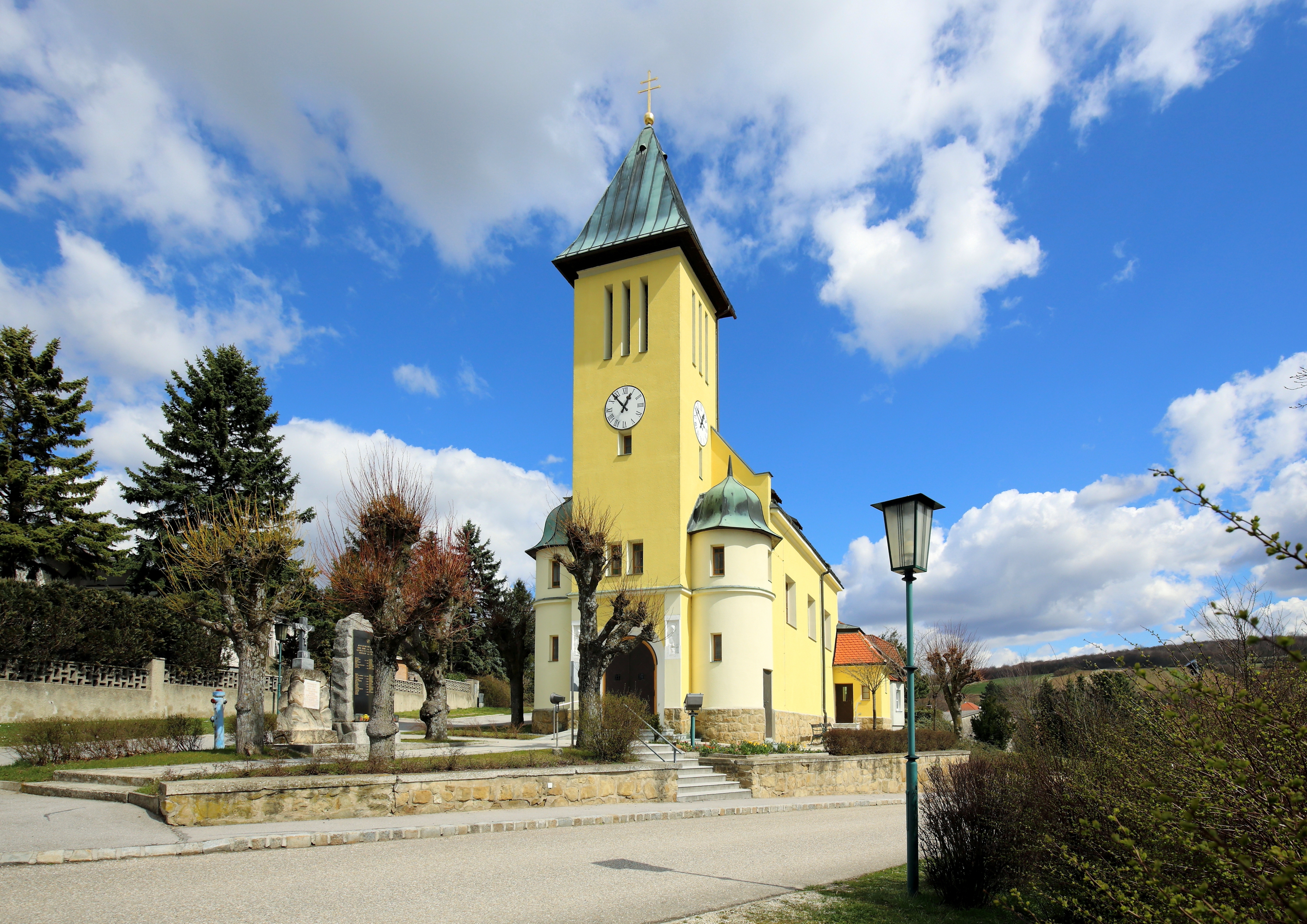
Kostel v Kleinrötz
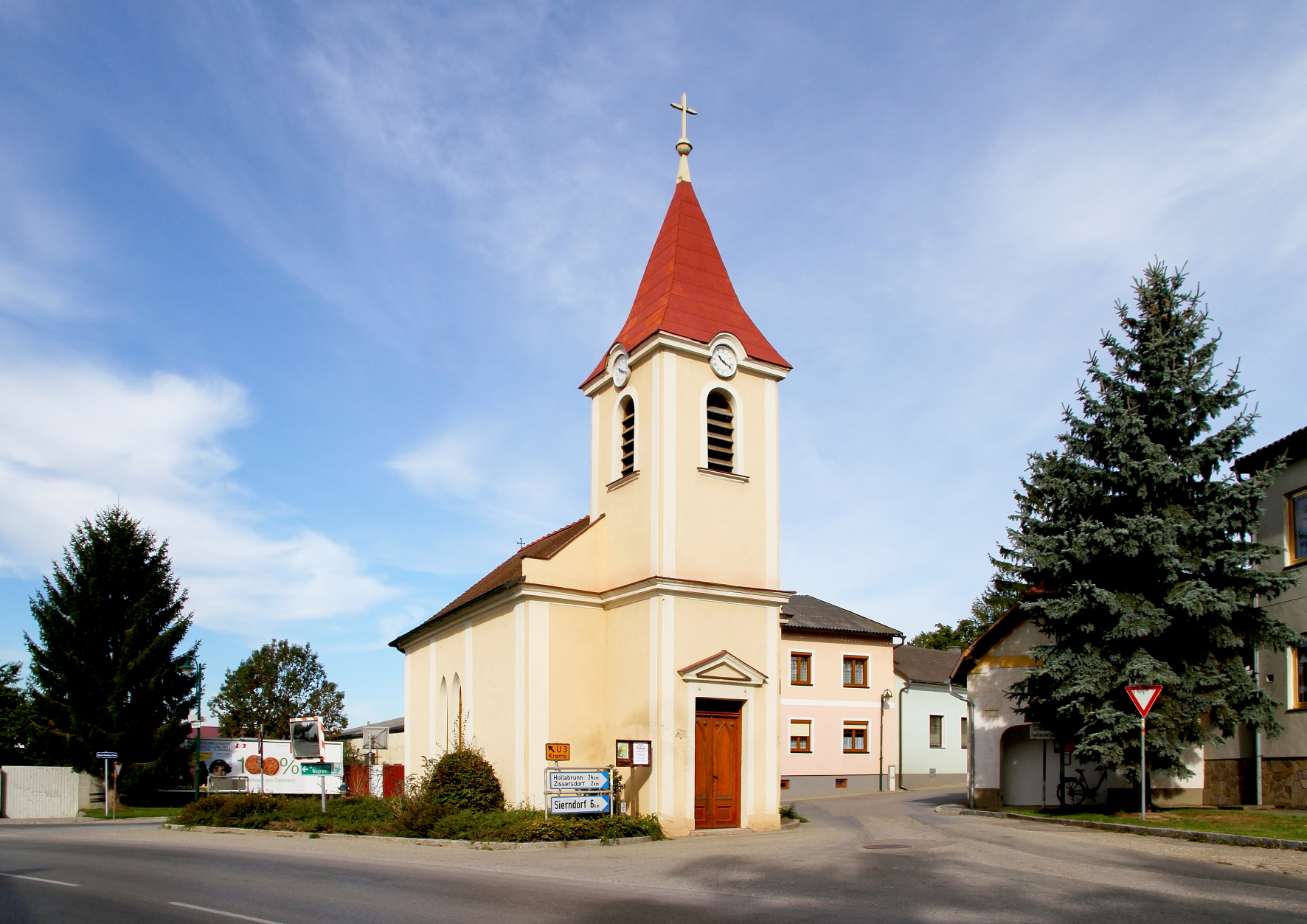
Goldgeben
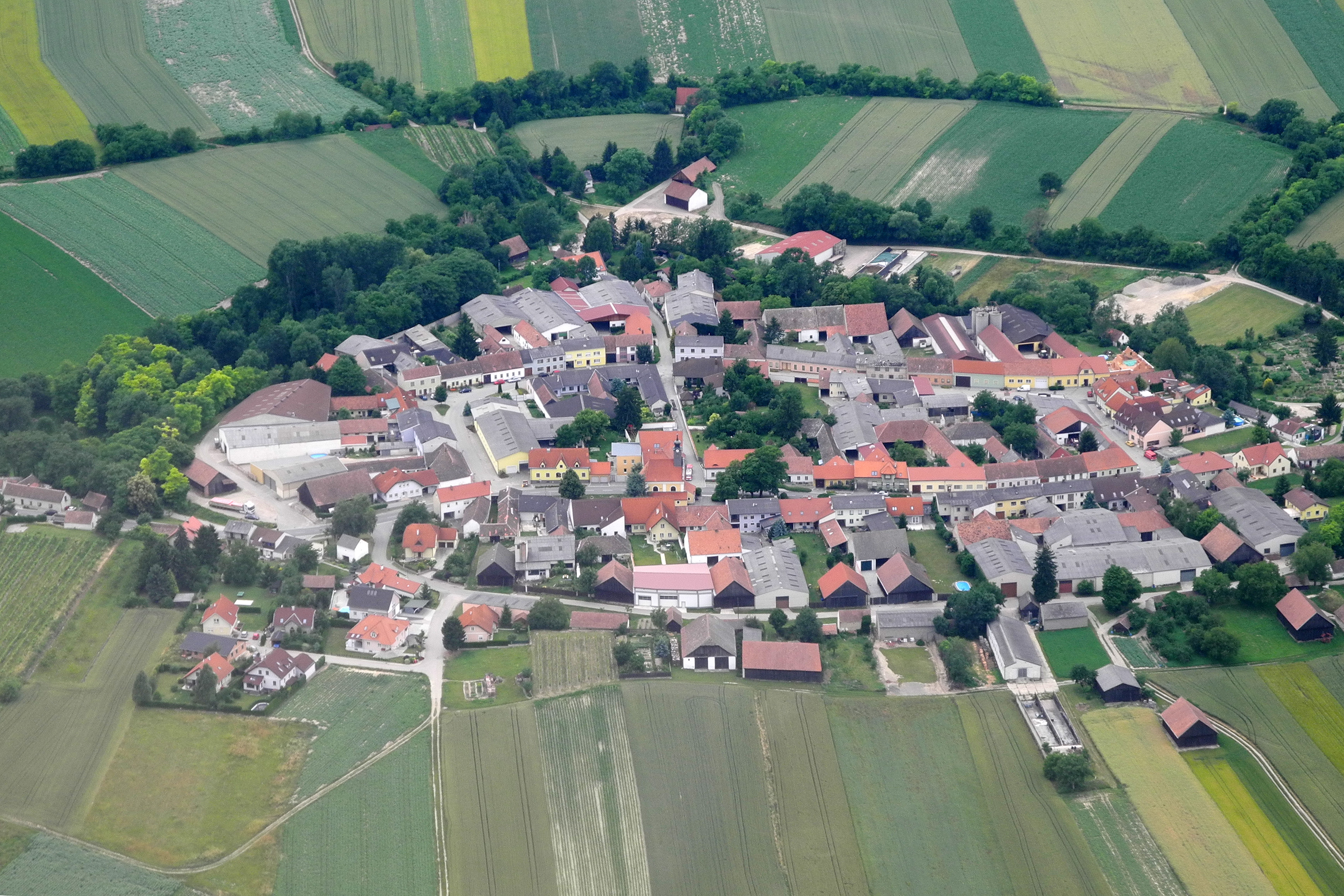
Letecký snímek Pettendorfu
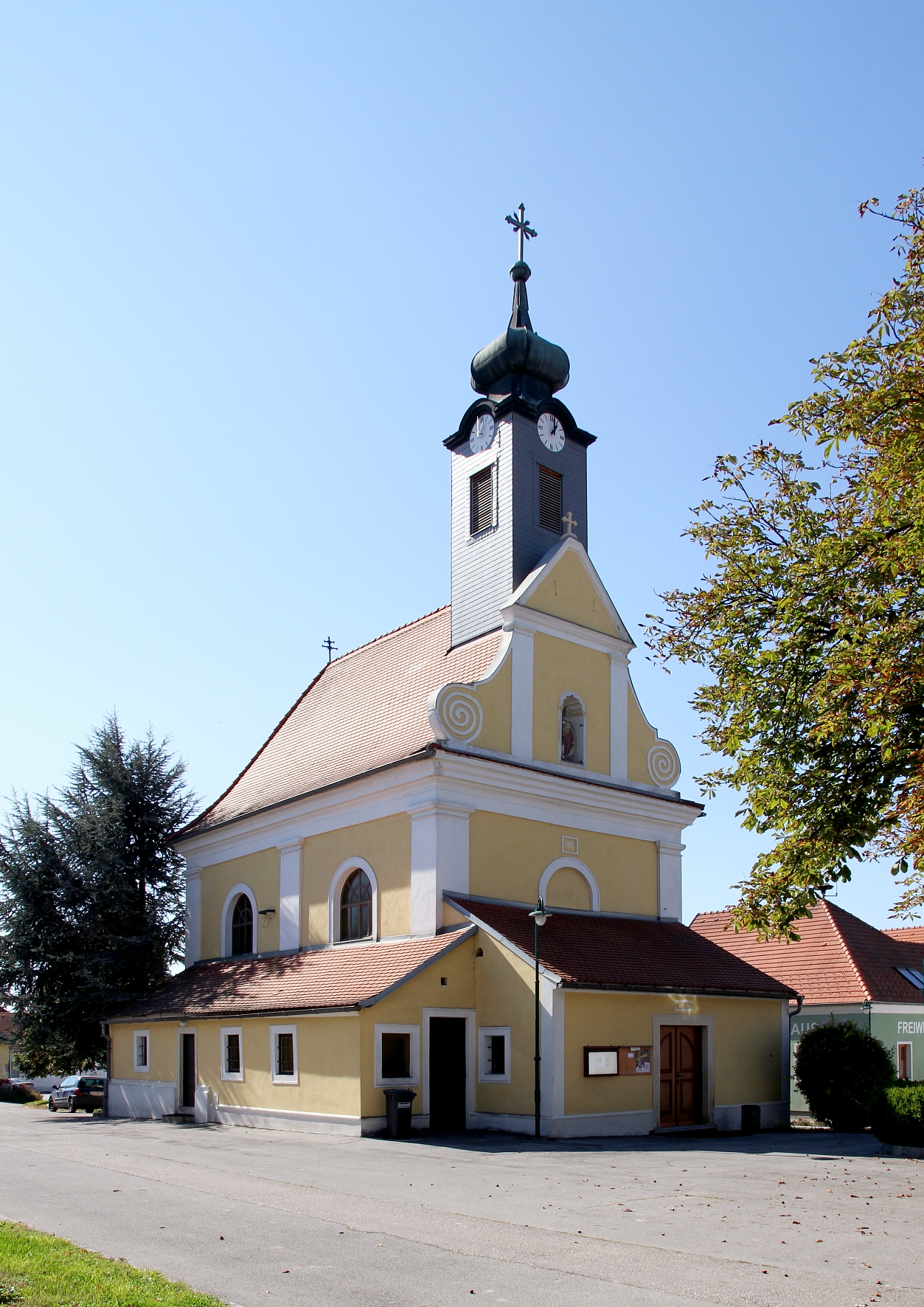
Kostel sv. Barbory v Pettendorfu
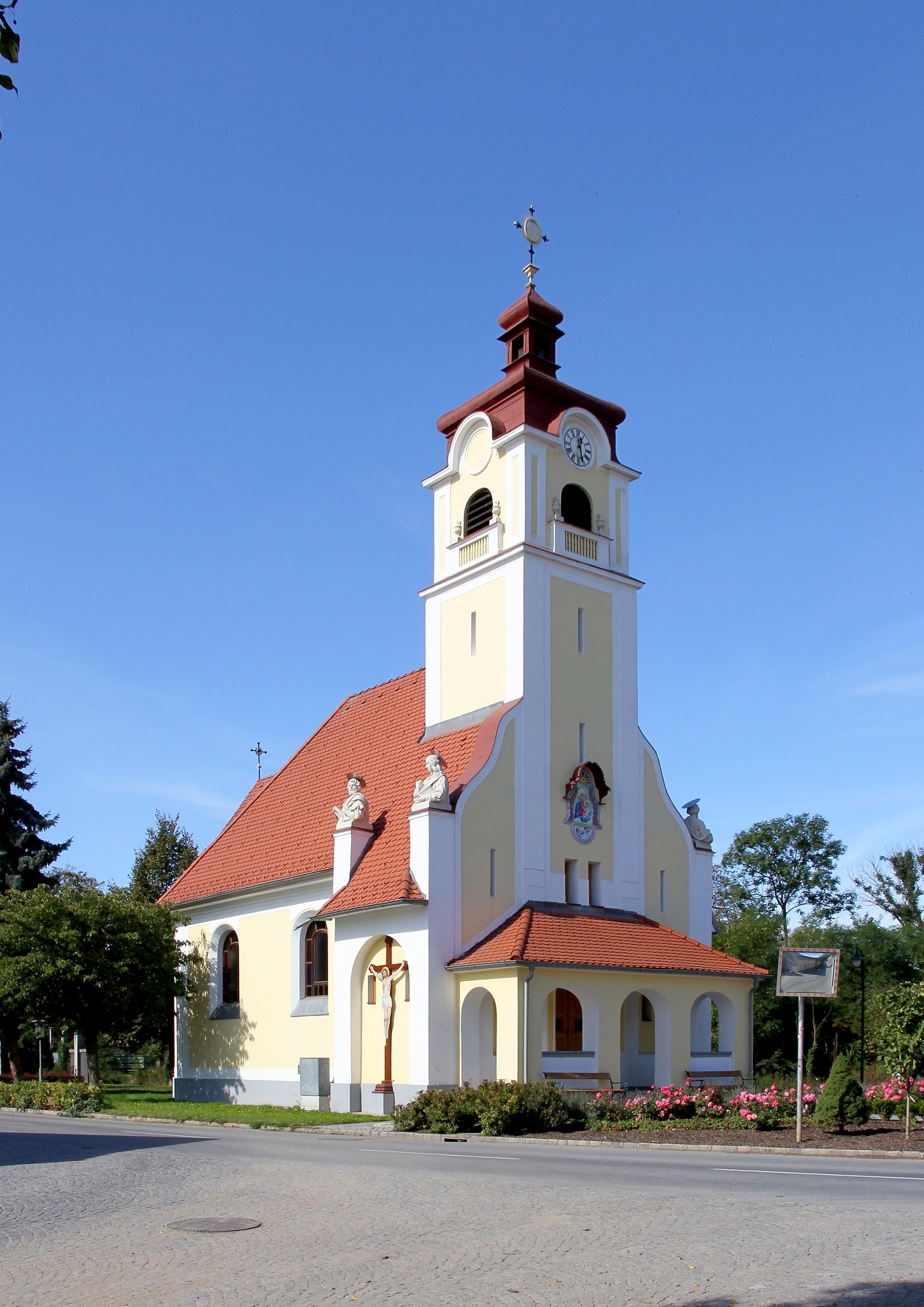
Kaple ve Schmidě
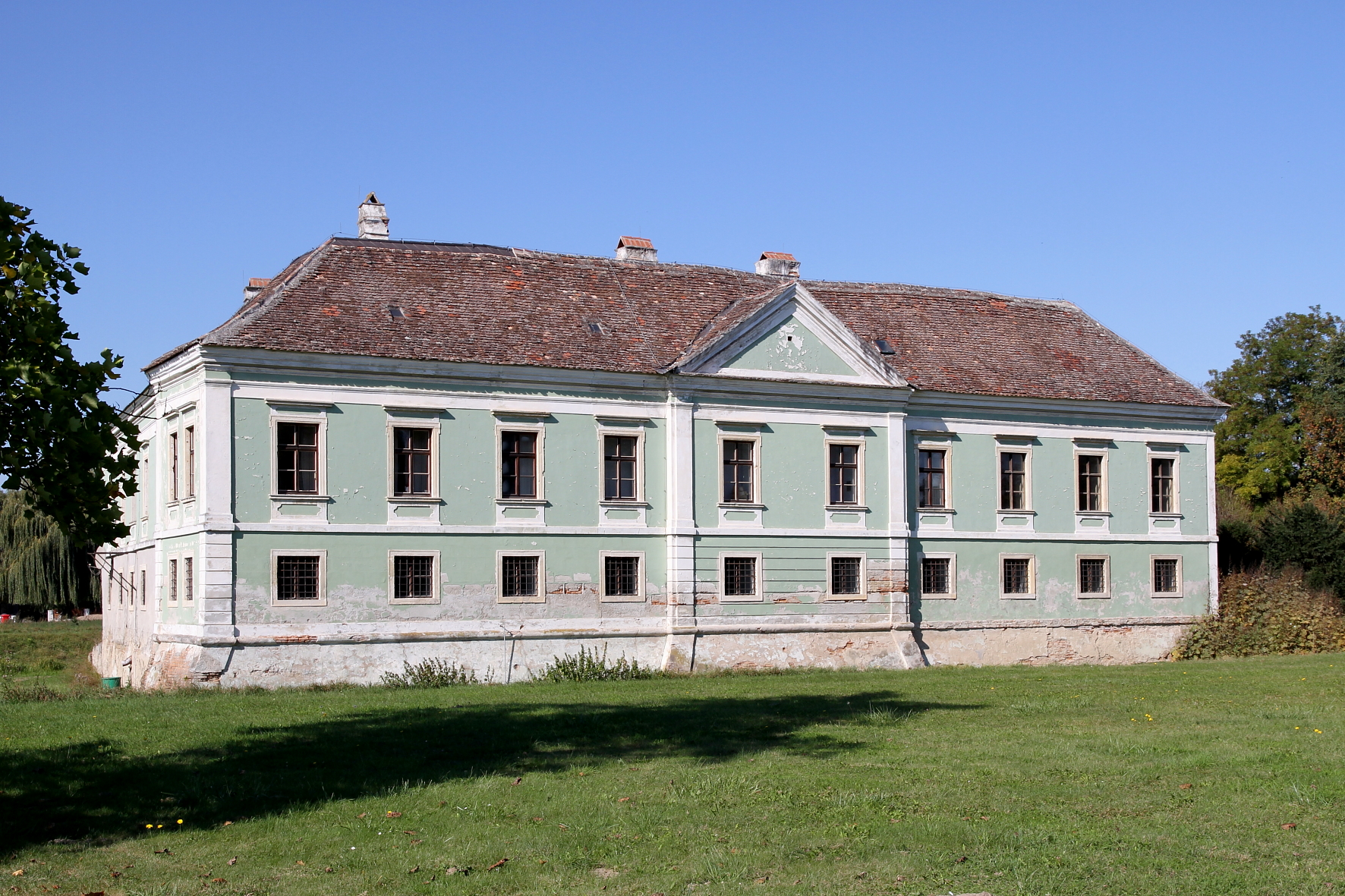
Lovecký zámeček ve Schmidě
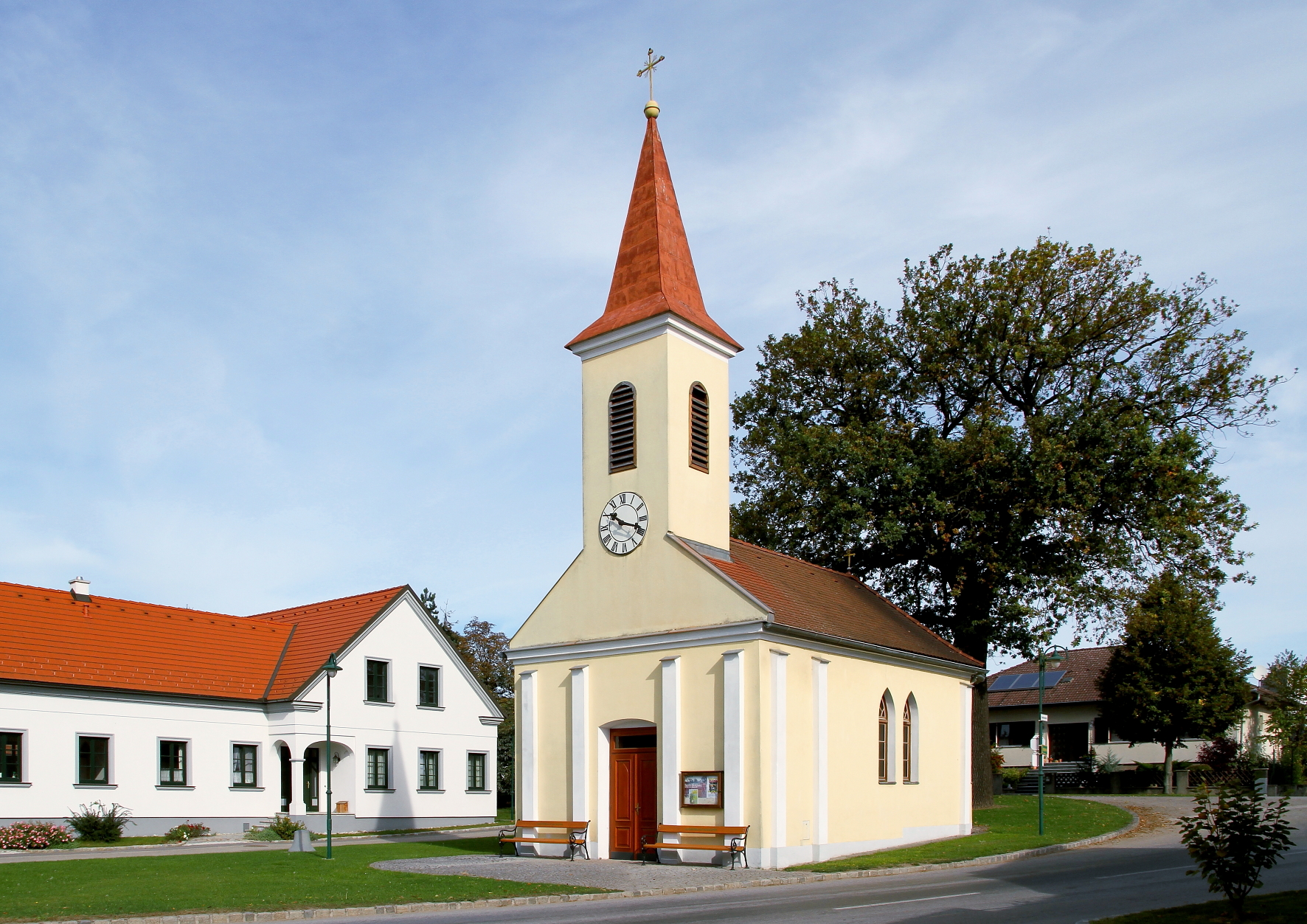
Kaple Svaté Rodiny v Zissersdorfu
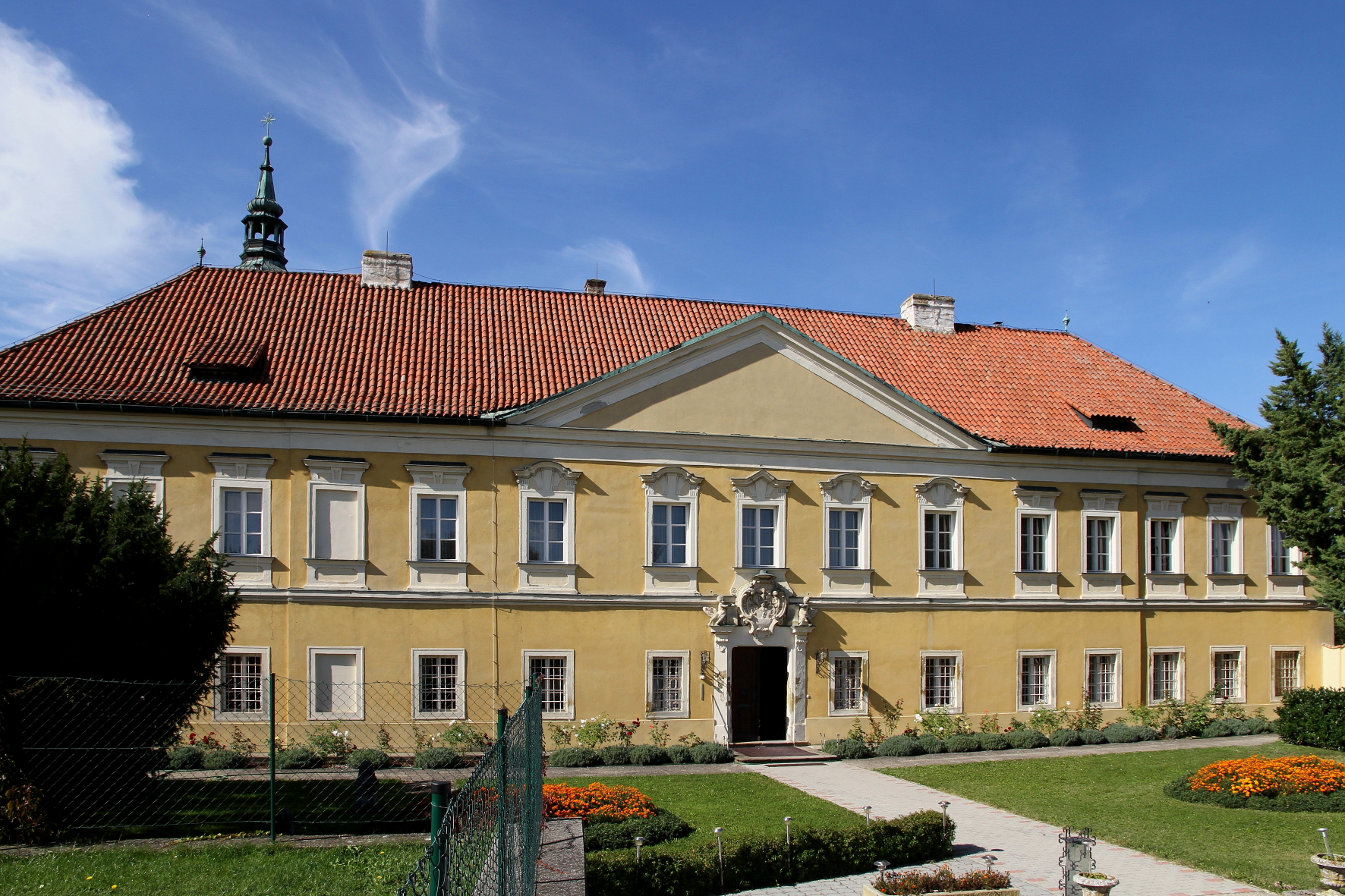
Fara v Hausleiten
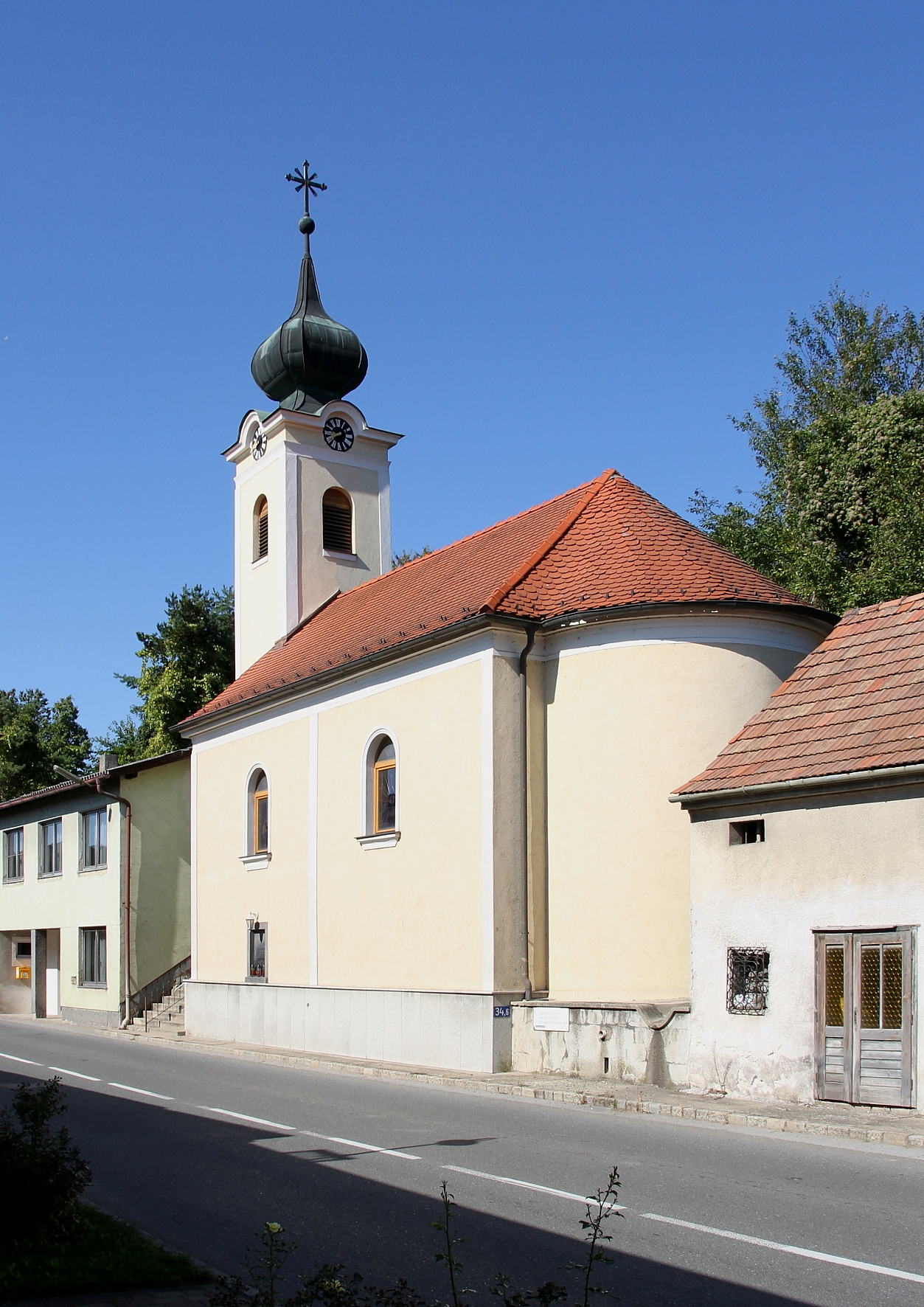
Kaple v Gaisrucku
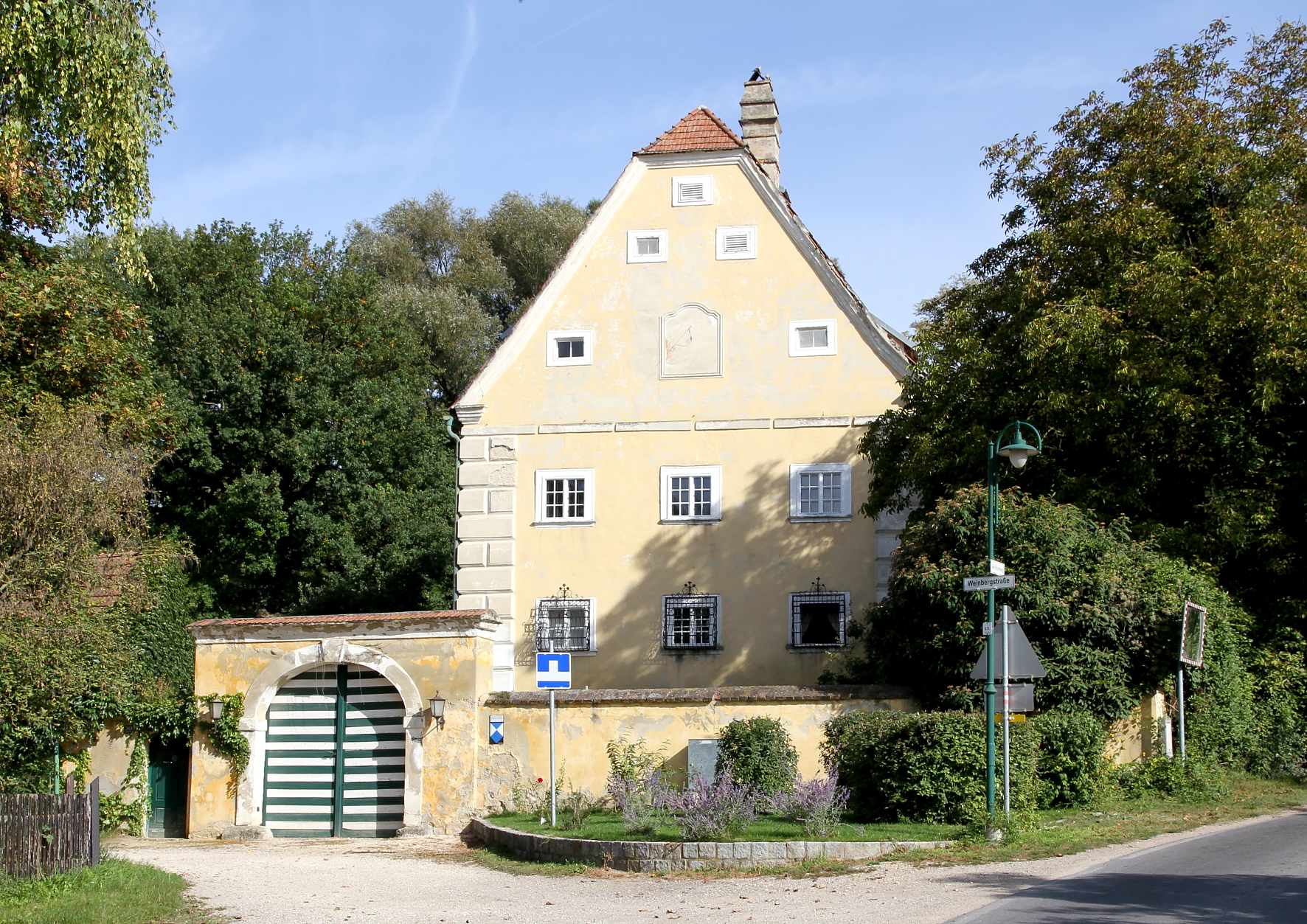
Bývalý mlýn v Goldgeben